# Верховна Політична Рада
Верховна Політична Рада (араб. المجلس السياسي الأعلى; al-Majlis as-Siyāsiyy al-ʾAʿlā) — невизнаний орган влади Єменської республіки, створений коаліцією антисаудівських сил під час вторгнення в Ємен.

## Історія
6 серпня 2016 року в Сані був створений новий головний керівний орган країни — Верховна Політична Рада.
13 серпня вперше з лютого 2015 року, відбулося засідання парламенту Ємену. У ньому взяли участь 170 депутатів з 301, при цьому був досягнутий кворум, який складає 138 депутатів. Палата представників Ємену офіційно затвердила склад Верховної Політичної Ради і призначила ВПР головним керівним органом Ємену. Участь в засіданні взяли навіть противники руху "Ансар Аллах" з партії "Іслах" і депутати від південних регіонів.
14 серпня відбулася офіційна інавгурація нового керівництва країни.
15 серпня Мухаммед Алі аль-Хуси передав прапор Ємену новому керівнику країни - голові ВПС Салеху ас-Самад. Революційний комітет припинив своє існування, а його повноваження були передані Верховному Політичному Раді.
20 серпня близько ста тисяч єменців вийшли на мітинг на площі Тахрір в Сані, щоб висловити свою підтримку сформованій Верховній Політичній Раді. Голова ради Салех ас-Самад заявив, що рада працює над створенням уряду в майбутні дні і просуванням національного примирення. Незабаром в небі з'явилися саудівські бомбардувальники, які завдали авіаудари поблизу мирних демонстрантів. Охоронціі демонстрації відкрили вогонь по літаках з ручної зброї.
28 листопада 2016 було сформовано Уряд Національного Порятунку.